# Sardisches Langohr
Das Sardische Langohr (Plecotus sardus) ist eine Fledermausart aus der Gattung der Langohrfledermäuse (Plecotus) innerhalb der Familie der Glattnasen (Vespertilionidae).
Die Art ist auf der Insel Sardinien endemisch und wurde erst 2002 neu beschrieben. Sie ähnelt dem Braunen Langohr (Plecotus auritus), ist aber größer und hat einen deutlich längeren Tragus (Ohrdeckel). Ihr Fell ist dunkelbraun gefärbt.
Das Sardische Langohr ist bislang von drei Orten auf Sardinien bekannt, wo es vor allem in dichtbewaldeten Regionen lebt. Als Schlafplätze dienen ihm in erster Linie Kalksteinhöhlen.

## Weblink
- Plecotus sardus in der Roten Liste gefährdeter Arten der IUCN 2013.1. Eingestellt von: Hutson, A.M., Aulagnier, S., Juste, J., Karataş, A., Palmeirim, J. & Paunović, M., 2008. Abgerufen am 13. Oktober 2013.